# Sustav nogometnih liga u Hrvatskoj
Prvenstvo Hrvatske u nogometu čini više liga koje hijerarhijski pripadaju različitim rangovima natjecanja, te među njima postoji princip promocije i ispadanja.

## Sustav natjecanja po sezonama

### 2024./25.
| rang | liga                                                                                                  | liga | liga | liga                                                        | liga                                                                                           |
| ---- | --- | --- | --- | ----------------------------------------------------------- | ---------------------------------------------------------------------------------------------- |
| 1.   | SuperSport Hrvatska nogometna liga                                                                    | SuperSport Hrvatska nogometna liga | SuperSport Hrvatska nogometna liga                                                                               | SuperSport Hrvatska nogometna liga                          | SuperSport Hrvatska nogometna liga                                                             |
|      | | | |                                                             |                                                                                                |
| 2.   | SuperSport Prva nogometna liga                                                                        | SuperSport Prva nogometna liga | SuperSport Prva nogometna liga                                                                                   | SuperSport Prva nogometna liga                              | SuperSport Prva nogometna liga                                                                 |
|      | | | |                                                             |                                                                                                |
| 3.   | SuperSport Druga nogometna liga                                                                       | SuperSport Druga nogometna liga | SuperSport Druga nogometna liga                                                                                  | SuperSport Druga nogometna liga                             | SuperSport Druga nogometna liga                                                                |
|      | | | |                                                             |                                                                                                |
| 4.   | Treća nogometna liga                                                                                  | Treća nogometna liga | Treća nogometna liga                                                                                             | Treća nogometna liga                                        | Treća nogometna liga                                                                           |
| 4.   | Istok                                                                                                 | Sjever | Centar | Zapad                                                       | Jug                                                                                            |
|      | | | |                                                             |                                                                                                |
| 5.   | MŽNL Osijek – Vinkovci MŽNL Slavonski Brod – Požega                                                   | Međimurska Premier liga Premijer ŽNL Virovitičko-podravska Elitna ŽNL Koprivničko-križevačka Elitna ŽNL Varaždin 1. ŽNL Bjelovarsko-bilogorska | 4. NL Središte Zagreb - podskupina A - podskupina B                                                              | 4. NL NS Rijeka                                             | 1. ŽNL Dubrovačko-neretvanska 1. ŽNL Splitsko-dalmatinska ŽNL Šibensko-kninska 1. ŽNL Zadarska |
|      | | | |                                                             |                                                                                                |
| 6.   | 1. ŽNL Brodsko-posavska 1. ŽNL Osječko-baranjska 1. ŽNL Požeško-slavonska 1. ŽNL Vukovarsko-srijemska | 1. ŽNL Koprivničko-križevačka 1. Međimurska liga 1. ŽNL Varaždinska 1. ŽNL Virovitičko-podravska 2. ŽNL Bjelovarsko-bilogorska                 | Premier liga Zagrebačka 1. Zagrebačka liga 1. ŽNL Karlovačka 1. ŽNL Krapinsko-zagorska 1. ŽNL Sisačko-moslavačka | 1. ŽNL Istarska ŽNL Ličko-senjska 1. ŽNL Primorsko-goranska | 2. ŽNL Dubrovačko-neretvanska 2. ŽNL Splitsko-dalmatinska 2. ŽNL Zadarska                      |
|      | | | |                                                             |                                                                                                |

### 2023./24.
| rang | liga | liga | liga | liga                                                        | liga                                                                                           |
| ---- | --- | --- | --- | ----------------------------------------------------------- | ---------------------------------------------------------------------------------------------- |
| 1.   | SuperSport Hrvatska nogometna liga | SuperSport Hrvatska nogometna liga | SuperSport Hrvatska nogometna liga | SuperSport Hrvatska nogometna liga                          | SuperSport Hrvatska nogometna liga                                                             |
|      | | | |                                                             |                                                                                                |
| 2.   | SuperSport Prva nogometna liga | SuperSport Prva nogometna liga | SuperSport Prva nogometna liga | SuperSport Prva nogometna liga                              | SuperSport Prva nogometna liga                                                                 |
|      | | | |                                                             |                                                                                                |
| 3.   | SuperSport Druga nogometna liga | SuperSport Druga nogometna liga | SuperSport Druga nogometna liga | SuperSport Druga nogometna liga                             | SuperSport Druga nogometna liga                                                                |
|      | | | |                                                             |                                                                                                |
| 4.   | Treća nogometna liga | Treća nogometna liga | Treća nogometna liga | Treća nogometna liga                                        | Treća nogometna liga                                                                           |
| 4.   | Istok | Sjever | Centar | Zapad                                                       | Jug                                                                                            |
|      | | | |                                                             |                                                                                                |
| 5.   | MŽNL Osijek – Vinkovci MŽNL Slavonski Brod – Požega | 4. NL Bjelovar – Koprivnica – Virovitica Međimurska Premier liga Elitna ŽNL Varaždin | 4. NL Središte Zagreb - podskupina A - podskupina B | 4. NL NS Rijeka                                             | 1. ŽNL Dubrovačko-neretvanska 1. ŽNL Splitsko-dalmatinska ŽNL Šibensko-kninska 1. ŽNL Zadarska |
|      | | | |                                                             |                                                                                                |
| 6.   | 1. ŽNL Brodsko-posavska 1. ŽNL Osječko-baranjska 1. ŽNL Požeško-slavonska 1. ŽNL Vukovarsko-srijemska | Premijer ŽNL Virovitičko-podravska 1. ŽNL Bjelovarsko-bilogorska 1. ŽNL Koprivničko-križevačka 1. Međimurska liga 1. ŽNL Varaždinska                                                                                               | JŽNL Zagrebačka 1. Zagrebačka liga 1. ŽNL Karlovačka 1. ŽNL Krapinsko-zagorska 1. ŽNL Sisačko-moslavačka                                                   | 1. ŽNL Istarska ŽNL Ličko-senjska 1. ŽNL Primorsko-goranska | 2. ŽNL Dubrovačko-neretvanska 2. ŽNL Splitsko-dalmatinska 2. ŽNL Zadarska                      |
|      | | | |                                                             |                                                                                                |
| 7.   | 2. ŽNL Brodsko-posavska - skupina A - skupina B - skupina C - skupina D 2. ŽNL Osječko-baranjska - Beli Manastir - Donji Miholjac - Đakovo - Našice - Osijek - Valpovo 2. ŽNL Požeško-slavonska 2. ŽNL Vukovarsko-srijemska - NS Vinkovci - NS Vukovar - NS Županja | 1. ŽNL Virovitičko-podravska 2. ŽNL Bjelovarsko-bilogorska 2. ŽNL Koprivničko-križevačka 2. Međimurska liga 2. ŽNL Varaždinska | 1. ŽNL Zagrebačka - Istok - Jug - Zapad 2. Zagrebačka liga 2. ŽNL Karlovačka 2. ŽNL Krapinsko-zagorska 2. ŽNL Sisačko-moslavačka - Kutina - Novska - Sisak | 2. ŽNL Istarska 2. ŽNL Primorsko-goranska                   | NL otoka Hvara (3. ŽNL)                                                                        |
|      | | | |                                                             |                                                                                                |
| 8.   | 3. ŽNL Osječko-baranjska - Liga NS Beli Manastir (Baranjska liga) - Liga NS Đakovo - Liga NS Našice - Liga NS Osijek - Liga NS Valpovo 3. ŽNL Vukovarsko-srijemska - NS Vinkovci - NS Vukovar                                                                       | 2. ŽNL Virovitičko-podravska - Istok - Zapad 3. ŽNL Bjelovarsko-bilogorska - Jug - Sjever 3. ŽNL Koprivničko-križevačka - Koprivnica - Križevci 3. Međimurska liga - Skupina A - Skupina B 3. ŽNL Varaždinska - Ludbreg - Varaždin | | 3. ŽNL Istarska - Jug - Sjever                              |                                                                                                |

### 2022./23.
| rang | liga | liga | liga | liga                                                        | liga                                                                                           |
| ---- | --- | --- | --- | ----------------------------------------------------------- | ---------------------------------------------------------------------------------------------- |
| 1.   | SuperSport Hrvatska nogometna liga | SuperSport Hrvatska nogometna liga | SuperSport Hrvatska nogometna liga | SuperSport Hrvatska nogometna liga                          | SuperSport Hrvatska nogometna liga                                                             |
|      | | | |                                                             |                                                                                                |
| 2.   | SuperSport Prva nogometna liga | SuperSport Prva nogometna liga | SuperSport Prva nogometna liga | SuperSport Prva nogometna liga                              | SuperSport Prva nogometna liga                                                                 |
|      | | | |                                                             |                                                                                                |
| 3.   | SuperSport Druga nogometna liga | SuperSport Druga nogometna liga | SuperSport Druga nogometna liga | SuperSport Druga nogometna liga                             | SuperSport Druga nogometna liga                                                                |
|      | | | |                                                             |                                                                                                |
| 4.   | Treća nogometna liga | Treća nogometna liga | Treća nogometna liga | Treća nogometna liga                                        | Treća nogometna liga                                                                           |
| 4.   | Istok | Sjever | Centar | Zapad                                                       | Jug                                                                                            |
|      | | | |                                                             |                                                                                                |
| 5.   | MŽNL Osijek – Vinkovci MŽNL Slavonski Brod – Požega | 4. NL Bjelovar – Koprivnica – Virovitica Međimurska Premier liga Elitna ŽNL Varaždin | 4. NL Središte Zagreb - podskupina A - podskupina B                                                                                                  | 4. NL NS Rijeka                                             | 1. ŽNL Dubrovačko-neretvanska 1. ŽNL Splitsko-dalmatinska ŽNL Šibensko-kninska 1. ŽNL Zadarska |
|      | | | |                                                             |                                                                                                |
| 6.   | 1. ŽNL Brodsko-posavska 1. ŽNL Osječko-baranjska 1. ŽNL Požeško-slavonska 1. ŽNL Vukovarsko-srijemska | 1. ŽNL Bjelovarsko-bilogorska 1. ŽNL Koprivničko-križevačka 1. Međimurska liga 1. ŽNL Varaždinska 1. ŽNL Virovitičko-podravska                                                                             | JŽNL Zagrebačka 1. Zagrebačka liga 1. ŽNL Karlovačka 1. ŽNL Krapinsko-zagorska 1. ŽNL Sisačko-moslavačka                                             | 1. ŽNL Istarska ŽNL Ličko-senjska 1. ŽNL Primorsko-goranska | 2. ŽNL Dubrovačko-neretvanska 2. ŽNL Splitsko-dalmatinska 2. ŽNL Zadarska                      |
|      | | | |                                                             |                                                                                                |
| 7.   | 2. ŽNL Brodsko-posavska - skupina A - skupina B - skupina C - skupina D 2. ŽNL Osječko-baranjska - Beli Manastir - Donji Miholjac - Đakovo - Našice - Osijek - Valpovo 2. ŽNL Požeško-slavonska 2. ŽNL Vukovarsko-srijemska - NS Vinkovci - NS Vukovar - NS Županja | 2. ŽNL Bjelovarsko-bilogorska 2. ŽNL Koprivničko-križevačka 2. Međimurska liga 2. ŽNL Varaždinska 2. ŽNL Virovitičko-podravska - Istok - Zapad                                                             | 1. ŽNL Zagrebačka - Istok - Zapad 2. Zagrebačka liga 2. ŽNL Karlovačka 2. ŽNL Krapinsko-zagorska 2. ŽNL Sisačko-moslavačka - Kutina - Novska - Sisak | 2. ŽNL Istarska 2. ŽNL Primorsko-goranska                   | NL otoka Hvara (3. ŽNL)                                                                        |
|      | | | |                                                             |                                                                                                |
| 8.   | 3. ŽNL Osječko-baranjska - Liga NS Beli Manastir (Baranjska liga) - Liga NS Đakovo - Liga NS Našice - Liga NS Osijek - Liga NS Valpovo 3. ŽNL Vukovarsko-srijemska - NS Vinkovci - NS Vukovar                                                                       | 3. ŽNL Bjelovarsko-bilogorska - Jug - Sjever 3. ŽNL Koprivničko-križevačka 3. Međimurska liga - Skupina A - Skupina B 3. ŽNL Varaždinska - Ludbreg - Varaždin 3. ŽNL Virovitičko-podravska - Istok - Zapad | 2. ŽNL Zagrebačka - Istok - Zapad | 3. ŽNL Istarska - Jug - Sjever                              |                                                                                                |
|      | | | |                                                             |                                                                                                |
| 9.   | | 4. ŽNL Koprivničko-križevačka | |                                                             |                                                                                                |

### 2016./17.
| rang | liga | liga | liga | liga                                                        | liga                                                                                           |
| ---- | --- | --- | --- | ----------------------------------------------------------- | ---------------------------------------------------------------------------------------------- |
| 1.   | MAXtv Prva Liga | MAXtv Prva Liga | MAXtv Prva Liga | MAXtv Prva Liga                                             | MAXtv Prva Liga                                                                                |
|      | | | |                                                             |                                                                                                |
| 2.   | 2. HNL | 2. HNL | 2. HNL | 2. HNL                                                      | 2. HNL                                                                                         |
|      | | | |                                                             |                                                                                                |
| 3.   | 3. HNL | 3. HNL | 3. HNL | 3. HNL                                                      | 3. HNL                                                                                         |
| 3.   | Istok | Istok | Zapad | Zapad                                                       | Jug                                                                                            |
|      | | | |                                                             |                                                                                                |
| 4.   | MŽNL Slavonije i Baranje | MŽNL Čakovec – Varaždin MŽNL Bjelovar – Koprivnica – Virovitica | MŽNL Središte Zagreb | MŽNL NS Rijeka                                              | 1. ŽNL Dubrovačko-neretvanska 1. ŽNL Splitsko-dalmatinska 1. ŽNL Zadarska ŽNL Šibensko-kninska |
|      | | | |                                                             |                                                                                                |
| 5.   | 1. ŽNL Brodsko-posavska 1. ŽNL Osječko-baranjska 1. ŽNL Požeško-slavonska 1. ŽNL Vukovarsko-srijemska | 1. ŽNL Bjelovarsko-bilogorska 1. ŽNL Koprivničko-križevačka 1. ŽNL Međimurska 1. ŽNL Varaždinska 1. ŽNL Virovitičko-podravska                                                                                | JŽNL Zagrebačka 1. Zagrebačka liga 1. ŽNL Karlovačka 1. ŽNL Krapinsko-zagorska 1. ŽNL Sisačko-moslavačka                                  | 1. ŽNL Istarska 1. ŽNL Primorsko-goranska ŽNL Ličko-senjska | 2. ŽNL Dubrovačko-neretvanska 2. ŽNL Splitsko-dalmatinska 2. ŽNL Zadarska                      |
|      | | | |                                                             |                                                                                                |
| 6.   | 2. ŽNL Osječko-baranjska - NS Beli Manastir - NS Đakovo - NS Našice - NS Osijek - NS Valpovo – Donji Miholjac 2. ŽNL Brodsko-posavska - Centar - Istok - Zapad 2. ŽNL Požeško-slavonska 2. ŽNL Vukovarsko-srijemska - NS Županja                     | 2. ŽNL Bjelovarsko-bilogorska - Jug - Sjever 2. ŽNL Koprivničko-križevačka 2. ŽNL Međimurska - Skupina A - Skupina B 2. ŽNL Virovitičko-podravska - Istok - Zapad 2. ŽNL Varaždinska                         | 1. ŽNL Zagrebačka - Istok - Zapad 2. Zagrebačka liga 2. ŽNL Karlovačka - Jug - Sjever 2. ŽNL Krapinsko-zagorska 2. ŽNL Sisačko-moslavačka | 1. ŽNL Skupina A Primorsko-goranska 2. ŽNL Istarska         | NL otoka Hvara (3. ŽNL)                                                                        |
|      | | | |                                                             |                                                                                                |
| 7.   | 3. ŽNL Osječko-baranjska - NS Beli Manastir (Baranjska liga) - NS Donji Miholjac - NS Đakovo - NS Našice - NS Osijek - NS Valpovo 3. ŽNL Brodsko-posavska - Centar - Istok - Zapad 3. ŽNL Požeško-slavonska 3. ŽNL Vukovarsko-srijemska - NS Vukovar | 3. ŽNL Bjelovarsko-bilogorska - Jug - Sjever 3. ŽNL Koprivničko-križevačka - Đurđevac - Koprivnica - Križevci 3. ŽNL Međimurska 3. ŽNL Virovitičko-podravska - Istok - Zapad 3. ŽNL Varaždin Liga NS Ludbreg | 2. ŽNL Zagrebačka - Istok - Zapad 3. Zagrebačka liga 3. ŽNL Sisačko-moslavačka - NS Sisak                                                 | 3. ŽNL Istarska - Jug - Sjever                              |                                                                                                |

### 2015./16.
| rang | liga | liga | liga | liga                                                        | liga                                                                                           |
| ---- | --- | --- | --- | ----------------------------------------------------------- | ---------------------------------------------------------------------------------------------- |
| 1.   | MAXtv Prva Liga | MAXtv Prva Liga | MAXtv Prva Liga | MAXtv Prva Liga                                             | MAXtv Prva Liga                                                                                |
|      | | | |                                                             |                                                                                                |
| 2.   | 2. HNL | 2. HNL | 2. HNL | 2. HNL                                                      | 2. HNL                                                                                         |
|      | | | |                                                             |                                                                                                |
| 3.   | 3. HNL | 3. HNL | 3. HNL | 3. HNL                                                      | 3. HNL                                                                                         |
| 3.   | Istok | Istok | Zapad | Zapad                                                       | Jug                                                                                            |
|      | | | |                                                             |                                                                                                |
| 4.   | MŽNL Slavonije i Baranje | MŽNL Čakovec-Varaždin MŽNL Bjelovar – Koprivnica – Virovitica | MŽNL Središte Zagreb | MŽNL NS Rijeka                                              | 1. ŽNL Dubrovačko-neretvanska 1. ŽNL Splitsko-dalmatinska 1. ŽNL Zadarska ŽNL Šibensko-kninska |
|      | | | |                                                             |                                                                                                |
| 5.   | 1. ŽNL Brodsko-posavska 1. ŽNL Osječko-baranjska 1. ŽNL Požeško-slavonska 1. ŽNL Vukovarsko-srijemska | 1. ŽNL Bjelovarsko-bilogorska 1. ŽNL Koprivničko-križevačka 1. ŽNL Međimurska 1. ŽNL Varaždinska 1. ŽNL Virovitičko-podravska                                                                                           | JŽNL Zagrebačka 1. Zagrebačka liga 1. ŽNL Karlovačka 1. ŽNL Krapinsko-zagorska 1. ŽNL Sisačko-moslavačka                                  | 1. ŽNL Istarska 1. ŽNL Primorsko-goranska ŽNL Ličko-senjska | 2. ŽNL Dubrovačko-neretvanska 2. ŽNL Splitsko-dalmatinska 2. ŽNL Zadarska                      |
|      | | | |                                                             |                                                                                                |
| 6.   | 2. ŽNL Osječko-baranjska - NS Beli Manastir - NS Đakovo - NS Našice - NS Osijek - NS Valpovo – Donji Miholjac 2. ŽNL Brodsko-posavska - Centar - Istok - Zapad 2. ŽNL Požeško-slavonska 2. ŽNL Vukovarsko-srijemska - NS Županja                     | 2. ŽNL Bjelovarsko-bilogorska - Jug - Sjever 2. ŽNL Koprivničko-križevačka 2. ŽNL Međimurska - Skupina A - Skupina B 2. ŽNL Virovitičko-podravska - Istok - Zapad 2. ŽNL Varaždinska - Istok - Zapad 1. liga NS Ludbreg | 1. ŽNL Zagrebačka - Istok - Zapad 2. Zagrebačka liga 2. ŽNL Karlovačka - Jug - Sjever 2. ŽNL Krapinsko-zagorska 2. ŽNL Sisačko-moslavačka | 1. A ŽNL Primorsko-goranska 2. ŽNL Istarska - Sjever        | NL otoka Hvara                                                                                 |
|      | | | |                                                             |                                                                                                |
| 7.   | 3. ŽNL Osječko-baranjska - NS Beli Manastir (Baranjska liga) - NS Donji Miholjac - NS Đakovo - NS Našice - NS Osijek - NS Valpovo 3. ŽNL Brodsko-posavska - Centar - Istok - Zapad 3. ŽNL Požeško-slavonska 3. ŽNL Vukovarsko-srijemska - NS Vukovar | 3. ŽNL Bjelovarsko-bilogorska - Jug - Sjever 3. ŽNL Koprivničko-križevačka - Đurđevac - Koprivnica - Križevci 3. ŽNL Međimurska 3. ŽNL Virovitičko-podravska - Istok - Zapad 2. liga NS Ludbreg                         | 2. ŽNL Zagrebačka - Istok - Zapad 3. Zagrebačka liga 3. ŽNL Sisačko-moslavačka - NS Sisak                                                 |                                                             |                                                                                                |

### 2014./15.
| rang | liga | liga | liga | liga                                                        | liga                                                                                           |
| ---- | --- | --- | --- | ----------------------------------------------------------- | ---------------------------------------------------------------------------------------------- |
| 1.   | MAXtv Prva Liga | MAXtv Prva Liga | MAXtv Prva Liga | MAXtv Prva Liga                                             | MAXtv Prva Liga                                                                                |
|      | | | |                                                             |                                                                                                |
| 2    | 2. HNL | 2. HNL | 2. HNL | 2. HNL                                                      | 2. HNL                                                                                         |
|      | | | |                                                             |                                                                                                |
| 3.   | 3. HNL | 3. HNL | 3. HNL | 3. HNL                                                      | 3. HNL                                                                                         |
| 3.   | Istok | Istok | Zapad | Zapad                                                       | Jug                                                                                            |
|      | | | |                                                             |                                                                                                |
| 4.   | MŽNL Slavonije i Baranje | MŽNL Čakovec – Varaždin MŽNL Bjelovar – Koprivnica – Virovitica | MŽNL Središte Zagreb | MŽNL NS Rijeka                                              | 1. ŽNL Dubrovačko-neretvanska 1. ŽNL Splitsko-dalmatinska 1. ŽNL Zadarska ŽNL Šibensko-kninska |
|      | | | |                                                             |                                                                                                |
| 5.   | MŽNL Osijek – Vinkovci 1. ŽNL Brodsko-posavska 1. ŽNL Požeško-slavonska | 1. ŽNL Bjelovarsko-bilogorska 1. ŽNL Koprivničko-križevačka 1. ŽNL Međimurska 1. ŽNL Varaždinska 1. ŽNL Virovitičko-podravska                                                                                   | JŽNL Zagrebačka 1. Zagrebačka liga 1. ŽNL Karlovačka 1. ŽNL Krapinsko-zagorska 1. ŽNL Sisačko-moslavačka                                  | 1. ŽNL Istarska 1. ŽNL Primorsko-goranska ŽNL Ličko-senjska | 2. ŽNL Dubrovačko-neretvanska 2. ŽNL Splitsko-dalmatinska 2. ŽNL Zadarska                      |
|      | | | |                                                             |                                                                                                |
| 6.   | 1. ŽNL Osječko-baranjska 1. ŽNL Vukovarsko-srijemska 2. ŽNL Brodsko-posavska - Centar - Istok - Zapad 2. ŽNL Požeško-slavonska | 2. ŽNL Bjelovarsko-bilogorska - Jug - Sjever 2. ŽNL Koprivničko-križevačka 2. ŽNL Međimurska - Istok - Zapad 2. ŽNL Virovitičko-podravska - Istok - Zapad 2. ŽNL Varaždinska - Istok - Zapad 1. liga NS Ludbreg | 1. ŽNL Zagrebačka - Istok - Zapad 2. Zagrebačka liga 2. ŽNL Karlovačka - Jug - Sjever 2. ŽNL Krapinsko-zagorska 2. ŽNL Sisačko-moslavačka | 1. A ŽNL Primorsko-goranska 2. ŽNL Istarska - Sjever        | NL otoka Hvara                                                                                 |
|      | | | |                                                             |                                                                                                |
| 7.   | 2. ŽNL Osječko-baranjska - NS Beli Manastir - NS Đakovo - NS Našice - NS Osijek - NS Valpovo – Donji Miholjac 2. ŽNL Vukovarsko-srijemska - NS Vinkovci - NS Vukovar - NS Županja 3. ŽNL Brodsko-posavska - Centar - Istok - Zapad 3. ŽNL Požeško-slavonska | 3. ŽNL Bjelovarsko-bilogorska - Jug - Sjever 3. ŽNL Koprivničko-križevačka - Đurđevac - Koprivnica - Križevci 3. ŽNL Međimurska 3. ŽNL Virovitičko-podravska - Istok - Zapad 2. liga NS Ludbreg                 | 2. ŽNL Zagrebačka - Istok A - Istok B - Zapad 3. Zagrebačka liga 3. ŽNL Sisačko-moslavačka - NS Sisak                                     |                                                             |                                                                                                |
|      | | | |                                                             |                                                                                                |
| 8.   | 3. ŽNL Osječko-baranjska - NS Beli Manastir (Baranjska liga) - NS Donji Miholjac - NS Đakovo - NS Našice - NS Osijek - NS Valpovo 3. ŽNL Vukovarsko-srijemska - NS Vukovar                                                                                  | | |                                                             |                                                                                                |

### 2013./14.
| rang | liga | liga | liga | liga                                                                | liga                                                                                           |
| ---- | --- | --- | --- | ------------------------------------------------------------------- | ---------------------------------------------------------------------------------------------- |
| 1.   | MAXtv Prva Liga | MAXtv Prva Liga | MAXtv Prva Liga | MAXtv Prva Liga                                                     | MAXtv Prva Liga                                                                                |
|      | | | |                                                                     |                                                                                                |
| 2    | 2. HNL | 2. HNL | 2. HNL | 2. HNL                                                              | 2. HNL                                                                                         |
|      | | | |                                                                     |                                                                                                |
| 3.   | 3. HNL | 3. HNL | 3. HNL | 3. HNL                                                              | 3. HNL                                                                                         |
| 3.   | Istok | Sjever | Središte | Zapad                                                               | Jug                                                                                            |
|      | | | |                                                                     |                                                                                                |
| 4.   | MŽNL Osijek – Vinkovci 1. ŽNL Brodsko-posavska 1. ŽNL Požeško-slavonska | 1. ŽNL Bjelovarsko-bilogorska 1. ŽNL Koprivničko-križevačka 1. ŽNL Međimurska 1. ŽNL Varaždinska 1. ŽNL Virovitičko-podravska                                                                                            | Premijer liga Sisačko-moslavačka JŽNL Zagrebačka 1. Zagrebačka liga 1. ŽNL Karlovačka 1. ŽNL Krapinsko-zagorska            | 1. ŽNL Istarska 1. ŽNL Primorsko-goranska ŽNL Ličko-senjska         | 1. ŽNL Dubrovačko-neretvanska 1. ŽNL Splitsko-dalmatinska 1. ŽNL Zadarska ŽNL Šibensko-kninska |
|      | | | |                                                                     |                                                                                                |
| 5.   | 1. ŽNL Osječko-baranjska 1. ŽNL Vukovarsko-srijemska 2. ŽNL Brodsko-posavska - Centar - Istok - Zapad 2. ŽNL Požeško-slavonska | 2. ŽNL Bjelovarsko-bilogorska - Jug - Sjever 2. ŽNL Koprivničko-križevačka 2. ŽNL Međimurska - Istok - Zapad 2. ŽNL Virovitičko-podravska 2. ŽNL Varaždinska - Istok - Zapad 1. liga NS Ludbreg                          | 1. ŽNL Sisačko-moslavačka 1. ŽNL Zagrebačka - Istok - Zapad 2. Zagrebačka liga 2. ŽNL Karlovačka 2. ŽNL Krapinsko-zagorska | 2. ŽNL Istarska - Centar - Istok - Sjever 2. ŽNL Primorsko-goranska | 2. ŽNL Dubrovačko-neretvanska 2. ŽNL Splitsko-dalmatinska 2. ŽNL Zadarska                      |
|      | | | |                                                                     |                                                                                                |
| 6.   | 2. ŽNL Osječko-baranjska - NS Beli Manastir - NS Đakovo - NS Našice - NS Osijek - NS Valpovo – Donji Miholjac 2. ŽNL Vukovarsko-srijemska - NS Vinkovci - NS Vukovar - NS Županja 3. ŽNL Brodsko-posavska - Centar - Istok - Zapad 3. ŽNL Požeško-slavonska | 3. ŽNL Bjelovarsko-bilogorska - Jug - Sjever 3. ŽNL Koprivničko-križevačka - Đurđevac - Koprivnica - Križevci 3. ŽNL Međimurska - Istok - Zapad 3. ŽNL Virovitičko-podravska - Centar - Istok - Zapad 2. liga NS Ludbreg | 2. ŽNL Sisačko-moslavačka 2. ŽNL Zagrebačka - Istok A - Istok B - Zapad 3. Zagrebačka liga                                 |                                                                     | NL otoka Hvara                                                                                 |
|      | | | |                                                                     |                                                                                                |
| 7.   | 3. ŽNL Osječko-baranjska - NS Beli Manastir (Baranjska liga) - NS Donji Miholjac - NS Đakovo - NS Našice - NS Osijek - NS Valpovo 3. ŽNL Vukovarsko-srijemska - NS Vukovar                                                                                  | | 3. ŽNL Sisačko-moslavačka - NS Sisak                                                                                       |                                                                     |                                                                                                |

## Poveznice
- Nogomet u Hrvatskoj
- Hrvatski nogometni savez
- Sustav nogometnih liga u Bosni i Hercegovini

## Vanjske poveznice
| - Hrvatski nogometni savez - HNS središte Osijek - HNS središte Rijeka - HNS središte Sjever - HNS središte Split - HNS središte Zagreb - Prva HNL Arhivirana inačica izvorne stranice od 11. srpnja 2015. (Wayback Machine) - Druga HNL Arhivirana inačica izvorne stranice od 3. kolovoza 2011. (Wayback Machine) - hrnogomet.com - hr-nogomet.hr Arhivirana inačica izvorne stranice od 4. srpnja 2023. (Wayback Machine) - (engl.) sofascore.com, Croatia Amateur - (engl.) [neaktivna poveznica] - (engl.) rsssf.com, prvenstva Hrvatske - Nogometni savez Bjelovarsko-bilogorske županije - Nogometni savez Brodsko-posavske županije - NS Nova Gradiška - Nogometni savez Dubrovačko-neretvnske županije - Nogometni savez Istarske županije Arhivirana inačica izvorne stranice od 21. studenoga 2016. (Wayback Machine) - Nogometni savez Karlovačke županije - Nogometni savez Koprivničko-križevačke županije - Nogometni savez Krapinsko-zagorske županije Arhivirana inačica izvorne stranice od 16. studenoga 2016. (Wayback Machine) - Nogometni savez Ličko-senjske županije - Međimurski nogometni savez - emedjimurje, međimurske nogometne lige Arhivirana inačica izvorne stranice od 28. travnja 2016. (Wayback Machine) - Nogometni savez Osječko-baranjske županije - NS Našice - NS Osijek Arhivirana inačica izvorne stranice od 22. veljače 2017. (Wayback Machine) | - Nogometni savez Požeško-slavonske županije - nspgz.hr - Nogometni savez Primorsko-goranske županije - grevagol-nsrijeka.com - Nogometne lige u Primorsko-goranskoj županiji Arhivirana inačica izvorne stranice od 11. srpnja 2017. (Wayback Machine) - sportcom.hr - lokalni šport u Primorsko-goranskoj županiji - Nogometni savez Sisačko-moslavačke županije - NS Kutina Arhivirana inačica izvorne stranice od 30. prosinca 2017. (Wayback Machine) - NS Novska - Nogometni savez Splitsko-dalmatinske županije - Nogometna liga otoka Hvara - 1. ŽNL Šibensko-kninska, facebook stranica - Nogometni savez Varaždinske županije Arhivirana inačica izvorne stranice od 31. prosinca 2015. (Wayback Machine) - NS Ludbreg Arhivirana inačica izvorne stranice od 14. svibnja 2010. (Wayback Machine) - Nogometni savez Virovitičko-podravske županije - Nogometni savez Vukovarsko-srijemske županije Arhivirana inačica izvorne stranice od 1. studenoga 2015. (Wayback Machine) - Nogometni savez Zadarske županije - Zagrebački nogometni savez - Nogometni savez Zagrebačke županije - NS Jastrebarsko - NS Samobor Arhivirana inačica izvorne stranice od 7. veljače 2016. (Wayback Machine) - NS Velika Gorica - NS Vrbovec - NS Zaprešić |